# Idrettsklubben Start 2006
Questa voce raccoglie le informazioni riguardanti l'Idrettsklubben Start nelle competizioni ufficiali della stagione 2006.

## Rosa
| N. |                        | Ruolo | Calciatore                  |
| -- | ---------------------- | ----- | --------------------------- |
| 1  | Norvegia (bandiera)    | P     | Rune Nilssen                |
| 2  | Norvegia (bandiera)    | D     | Kristoffer Paulsen Vatshaug |
| 3  | Norvegia (bandiera)    | D     | Kjetil Ruthford Pedersen    |
| 4  | Norvegia (bandiera)    | D     | Steinar Pedersen            |
| 5  | Norvegia (bandiera)    | A     | Aram Khalili                |
| 6  | Islanda (bandiera)     | C     | Jóhannes Harðarson          |
| 7  | Norvegia (bandiera)    | C     | Fredrik Strømstad           |
| 8  | Norvegia (bandiera)    | A     | Alex Valencia               |
| 9  | Inghilterra (bandiera) | A     | Benjamin Wright             |
| 10 | Norvegia (bandiera)    | D     | Atle Roar Håland            |
| 11 | Norvegia (bandiera)    | C     | Geir Ludvig Fevang          |
| 13 | Norvegia (bandiera)    | P     | Tommy Runar                 |
| 14 | Nigeria (bandiera)     | A     | Bala Garba                  |
| 15 | Norvegia (bandiera)    | D     | Marius Johnsen              |
| 16 | Svezia (bandiera)      | A     | Stefan Bärlin               |
| 17 | Norvegia (bandiera)    | D     | Lars Martin Engedal         |

| N. |                      | Ruolo | Calciatore              |
| -- | -------------------- | ----- | ----------------------- |
| 18 | Norvegia (bandiera)  | A     | Jon Midttun Lie         |
| 19 | Danimarca (bandiera) | A     | David Nielsen           |
| 20 | Norvegia (bandiera)  | D     | Bård Borgersen          |
| 21 | Senegal (bandiera)   | D     | Moustapha Bayal Sall    |
| 22 | Norvegia (bandiera)  | D     | Leif Otto Paulsen       |
| 23 | Norvegia (bandiera)  | C     | Kristofer Hæstad        |
| 24 | Norvegia (bandiera)  | P     | Kenneth Høie            |
| 25 | Norvegia (bandiera)  | C     | David Hanssen           |
| 26 | Norvegia (bandiera)  | D     | Jesper Mathisen         |
| 28 | Norvegia (bandiera)  | C     | Bjarte Lunde Aarsheim   |
| 29 | Fær Øer (bandiera)   | A     | Todi Jónsson            |
| 31 | Norvegia (bandiera)  | A     | Magnus Ask Mikkelsen    |
| 32 | Norvegia (bandiera)  | C     | Espen Børufsen          |
| 33 | Germania (bandiera)  | C     | Sebastian Schindzielorz |
| –– | Norvegia (bandiera)  | P     | Per Rudi                |

## Risultati

### Campionato

#### Girone di andata
| Kristiansand 9 aprile 2006, ore 18:00 CEST 1ª giornata | Start           | 0 – 0 referto | Lyn Oslo | Kristiansand Stadion (8.852 spett.)\| Arbitro: \| Berntsen (Vang) \| |
| Arbitro:                                               | Berntsen (Vang) |               |          |                                                                      |

| Arbitro: | Skjerven (Kaupanger) |

|                                        |           |  |
| F. Johnsen 49’, 66’ Iversen 69’ (rig.) | Marcatori |  |

| Arbitro: | Sandmoen |

|  |           |             |
|  | Marcatori | 60’ Winters |

| Arbitro: | Alseth (Stjørdal) |

|             |           |                           |
| Ødegaard 5’ | Marcatori | 63’ Lie 90’ (rig.) Håland |

| Kristiansand 3 maggio 2006, ore 19:00 CEST 5ª giornata | Start         | 0 – 0 referto | Fredrikstad | Kristiansand Stadion (6.612 spett.)\| Arbitro: \| Øvrebø (Oslo) \| |
| Arbitro:                                               | Øvrebø (Oslo) |               |             |                                                                    |

| Arbitro: | Hauge (Bergen) |

|                       |           |         |
| Rambekk 23’ Riise 78’ | Marcatori | 69’ Lie |

| Arbitro: | Staberg |

|                           |           |                        |
| Ringberg 36’ Corrales 44’ | Marcatori | 10’ Hæstad 57’ Johnsen |

| Arbitro: | Sælen (Bergen) |

|           |           |                   |
| Fevang 1’ | Marcatori | 17’, 68’ Sørensen |

| Arbitro: | Alseth (Stjørdal) |

|              |           |             |
| Singsaas 90’ | Marcatori | 11’ Johnsen |

| Arbitro: | Skjerven (Kaupanger) |

|              |           |  |
| Aarsheim 62’ | Marcatori |  |

| Arbitro: | Sandmoen |

|             |           |              |
| Knarvik 67’ | Marcatori | 75’ Valencia |

| Arbitro: | Øvrebø (Oslo) |

|             |           |               |
| Johnsen 36’ | Marcatori | 82’ Rushfeldt |

| Arbitro: | Berntsen (Vang) |

|                        |           |  |
| Ruud 7’ de Ornelas 90’ | Marcatori |  |

#### Girone di ritorno
| Arbitro: | Hauge (Bergen) |

|                       |           |          |
| Bärlin 14’ Hæstad 83’ | Marcatori | 90’ Koné |

| Arbitro: | Moen (Haugesund) |

|            |           |                          |
| Powell 68’ | Marcatori | 35’ Vatshaug 50’ Nielsen |

| Arbitro: | Sandmoen |

|  |           |                  |
|  | Marcatori | 18’ (aut.) Zavrl |

| Arbitro: | Hauge (Bergen) |

|                                                 |           |              |
| Soma 65’ (aut.) Borgersen 83’ Håland 90’ (rig.) | Marcatori | 41’ Stokholm |

| Arbitro: | Edvartsen (Hamar) |

|                                                           |           |  |
| Elyounoussi 7’ Bjørkøy 41’ (rig.), 48’ Kvisvik 84’ (rig.) | Marcatori |  |

| Arbitro: | Øvrebø (Oslo) |

|                          |           |  |
| Hæstad 35’ Strømstad 90’ | Marcatori |  |

| Arbitro: | Staberg |

|                 |           |  |
| Nielsen 1’, 90’ | Marcatori |  |

| Arbitro: | Berntsen (Vang) |

|               |           |  |
| Grindheim 37’ | Marcatori |  |

| Arbitro: | Alseth (Stjørdal) |

|                                    |           |                               |
| Bärlin 12’ Nielsen 63’ Johnsen 71’ | Marcatori | 29’ Mavrič 33’ D. Berg Hestad |

| Arbitro: | Ditlefsen |

|                             |           |                             |
| Gunnarsson 40’ Nannskog 58’ | Marcatori | 54’ Nielsen 63’ S. Pedersen |

| Arbitro: | Helgerud (Lier) |

|  |           |                          |
|  | Marcatori | 24’ Isaksen 90’ Tegström |

| Arbitro: | Sælen (Bergen) |

|            |           |  |
| Kibebe 83’ | Marcatori |  |

| Arbitro: | Sandmoen |

|                                 |           |              |
| Valencia 50’ Nilsson 88’ (aut.) | Marcatori | 10’ Sørensen |

### Coppa di Norvegia
| Arendal 10 maggio 2006, ore 18:00 CEST Primo turno                                                                        | FK Arendal | 1 – 10 referto                                                               | Start | Lunderød Stadion |
| \| \| \| \| \| Garcia 45’ \| Marcatori \| 1’ Garba 18’, 34’, 44’ Bärlin 35’, 43’ Fevang 49’ Lie 72’, 84’, 87’ Mathisen \| |            |                                                                              |       |                  |
| |            |                                                                              |       |                  |
| Garcia 45’ | Marcatori  | 1’ Garba 18’, 34’, 44’ Bärlin 35’, 43’ Fevang 49’ Lie 72’, 84’, 87’ Mathisen |       |                  |

| Kopervik 8 giugno 2006, ore 18:00 CEST Secondo turno                                                             | Kopervik  | 1 – 7 referto                                                     | Start | Åsebøen Stadion |
| \| \| \| \| \| Pedersen 51’ \| Marcatori \| 13’ Bärlin 26’, 42’, 57’ Bärlin 36’, 90’ Valencia 85’ K. Pedersen \| |           |                                                                   |       |                 |
| |           |                                                                   |       |                 |
| Pedersen 51’ | Marcatori | 13’ Bärlin 26’, 42’, 57’ Bärlin 36’, 90’ Valencia 85’ K. Pedersen |       |                 |

| Haugesund 6 luglio 2006, ore 18:00 CEST Terzo turno                                       | Haugesund            | 1 – 1 referto | Start | Haugesund Stadion |
| \| \| \| \| \| Pozniak 6’ \| Marcatori \| 56’ Johnsen \| \| \| Tiri di rigore 5 – 6 \| \| |                      |               |       |                   |
|                                                                                           |                      |               |       |                   |
| Pozniak 6’                                                                                | Marcatori            | 56’ Johnsen   |       |                   |
|                                                                                           | Tiri di rigore 5 – 6 |               |       |                   |

| Arbitro: | Moen (Haugesund) |

|                                  |           |                |
| Hæstad 5’ Nielsen 45’ Bärlin 70’ | Marcatori | 68’ Sigurðsson |

| Arbitro: | Alseth (Stjørdal) |

|                               |           |                 |
| Nielsen 5’, 30’ Valencia 119’ | Marcatori | 9’, 90’ Sundgot |

| Arbitro: | Skjerven (Kaupanger) |

|                                        |           |                        |
| Elyounoussi 61’ Brenne 73’ Piiroja 99’ | Marcatori | 10’ Fevang 90’ Jónsson |

### Coppa UEFA
| Arbitro: | Lawlor |

|  |           |            |
|  | Marcatori | 3’ Johnsen |

| Arbitro: | Dimitrov |

|                                       |           |  |
| Bärlin 42’ S. Pedersen 51’ Wright 78’ | Marcatori |  |

| Arbitro: | Jareci |

|               |           |  |
| Strømstad 66’ | Marcatori |  |

| Arbitro: | Germanakos |

|                                                                                     |                        |                                                                                                  |
| Zayed 84’                                                                           | Marcatori              |                                                                                                  |
| Gartland Webb Robinson Lynch Keegan Bradley Gray Zayed Gavin Connor Whelan Gartland | Tiri di rigore 10 – 11 | Bärlin Hæstad Johnsen Valencia Håland Aarsheim Vatshaug Strømstad Nilssen Borgersen Garba Bärlin |

| Arbitro: | Gilewski |

|                        |           |                                                         |
| Johnsen 27’ Fevang 55’ | Marcatori | 17’, 87’ Huntelaar 42’ Rosenberg 63’ Sneijder 67’ Roger |

| Arbitro: | Čeferin |

|                                         |           |  |
| Rosenberg 6’, 26’ Grygera 43’ Babel 68’ | Marcatori |  |